# Velikoe zarevo
Velikoe zarevo (in georgiano დიადი განთიადი?, trasl. Diadi Gant’iadi; in russo Великое зарево?, Velikoe Zarevo, in italiano "La grande alba") è un film del 1938 diretto da Michail Čiaureli. 
La pellicola, di produzione sovietica e georgiana, viene considerata come una rappresentazione del culto della personalità di Stalin.
Velikoe zarevo faceva parte di una serie di film dedicati al ventesimo anniversario della rivoluzione d'ottobre, comprendenti anche Lenin in ottobre e Vyborgskaja storona; a partire da Ottobre di Ėjzenštejn, divenne una consuetudine la realizzazione di pellicole dedicate alla rivoluzione in ogni anniversario decennale. Il film fu il primo di una serie di quattro pellicole dirette da Čiaureli con Stalin come figura centrale, e segnò la prima apparizione di Mikheil Gelovani nei panni di Stalin al cinema, un ruolo che interpretò in altre tredici produzioni.
La trama del film è incentrata su una serie canonica di eventi rivoluzionari: l'agitazione bolscevica al fronte ad opera della Pravda, una sparatoria di luglio durante una manifestazione, Lenin a Razlin, il primo congresso panrusso dei Soviet e l'assalto al Palazzo d'Inverno. In ogni episodio Stalin, come anche Lenin, ha un ruolo da protagonista ed entrambi si valutano a vicenda come dei grandi leader. È interessante notare che, nei film successivi, l'immagine di Lenin verrà gradualmente portata spinta in secondo piano fino a quando tutte le sue speranze verranno riposte solo su Stalin. Inoltre, l'immagine cinematografica di Stalin nel film di Čiaureli acquisisce una monumentalità speciale.

## Trama
Nel 1917, il popolo dell'ex Impero russo non vuole più combattere contro l'Impero tedesco, ma il governo borghese di Aleksandr Kerenskij è riluttante nello sfidare i suoi alleati imperialisti e fermare la guerra. Soltanto il partito bolscevico di Lenin è risoluto nell'invocare la pace. Sul fronte, i soldati di un battaglione eleggono Gudušauri, Panasjuk and Eršov come delegati per andare a Pietrogrado. Giunti nella capitale, i tre descrivono le orrende condizioni in cui vivono i soldati del fronte a Iosif Stalin, fedele aiutante e collega di Lenin. I tre soldati si uniscono ai bolscevichi e partecipano alla presa del Palazzo d'Inverno sotto la guida di Stalin e Lenin. Il film si conclude con l'annuncio da parte di Stalin della grande alba della rivoluzione.

## Accoglienza
Nell'aprile del 1939, il film era già stato visto da più di 15 milioni di persone. Nel 1941, Čiaureli e Gelovani vinsero entrambi il Premio Stalin di 1ª classe per il loro lavoro svolto sul film.
Velikoe Zarevo venne distribuito negli Stati Uniti nel 1940 come The Great Dawn. La critica del The New York Times interpretò la sua distribuzione negli USA come influenzata dalla firma del Patto Molotov-Ribbentrop, scrivendo che:
Lo storico Peter Kenez vide il film come uno dei "migliori ad anticipare il futuro dell'immagine di Stalin" nel cinema, notando che Čiaureli gli permise di "fuggire dall'ombra di Lenin" e lo rese una figura vista dai rivoluzionari come futuro leader. Lo storico del cinema Nikolas Hülbusch considerò Velikoe zarevo come "il primo contributo dello studio di Tbilisi al culto della personalità di Stalin", osservando che il carattere del leader sovietico iniziava a mostrare i tratti che lo avrebbero definito nei film di propaganda successivi, come l'abilità di addolcire le relazioni romantiche dei suoi sostenitori. Antonin e Mira Liehm commentarono che la pellicola è stata la prima a ritrarre chiaramente Stalin come in prima linea nella rivoluzione e Lenin come "il suo più stretto collaboratore e successore". Olga Romanova vide il film come l'inizio di un lungo processo, durante il quale l'immagine di Lenin nel cinema sovietico sarebbe sbiadita lentamente per poi esser sostituita da quella di Stalin.